# كزافييه (لاعب كرة قدم)
كزافييه هو لاعب كرة قدم برازيلي، ولد في 2 مارس 2000 في Mococa ‏ في البرازيل.

## وصلات خارجية
- كزافييه (لاعب كرة قدم) على موقع قاعدة بيانات كرة القدم.إي يو (الإنجليزية)
- كزافييه (لاعب كرة قدم) على موقع Soccerway.com (الإنجليزية)